# Jaroslav Hněvkovský
Jaroslav Hněvkovský (10. dubna 1884 Žebrák – 9. června 1956 Praha) byl český malíř a cestovatel, nazývaný „malíř Indie“.

## Život
Studoval na Českém vysokém učení technickém v Praze, pak pracoval jako zeměměřič v Hercegovině. Zájem o malířství ho přivedl v roce 1907 do Říma, kde začal studovat na Instituto di belli arti. Tam se také seznámil s Otakarem Nejedlým, tehdy již známým českým malířem, s kterým ho spojovalo celoživotní přátelství. Domluvili se, že společně odjedou na Cejlon a Indie. Inspiraci k tomuto rozhodnutí zřejmě našli u Paula Gauguina, který své nejlepší obrazy namaloval daleko od civilizace na Tahiti. Na cestu se vydali bez příprav, bez peněz, bez znalosti angličtiny a s velmi naivními představami. Za tři týdny po rozhodnutí o cestě již byli na Sicílii, odkud chtěli vyplout na Cejlon. Cestu však museli několikrát odložit, také kvůli úmrtí Nejedlého matky. Konečně v září 1909 vypluli z Terstu do cejlonského Colomba. Země je okouzlila, avšak bez peněz strádali, často trpěli hladem a nebyli schopni se pořádně domluvit. Přesto stále malovali, především krajiny. Když zjistili, že nejsou schopni se uživit, odjeli do jižní Indie s nadějí, že je zaměstná nějaký bohatý mahárádža. Ale ani tyto představy se nesplnily, v Kérale pobývali jen u domorodců z nejnižších společenských vrstev, nejprve v rybářských vesničkách, později v horách v džungli, kde se živili lovem. Stále však malovali. Nejedlý, který útrapy tamějšího života hůře snášel, onemocněl malárií, nechal si z domova poslat peníze a vrátil se roku 1911 lodí do Prahy. Hněvkovský se vrátil až v roce 1913. Obrazy, které po návratu maloval, stále odrážely jeho zážitky z Indie. V roce 1921 uspořádal v Londýně výstavu "Obrazy z džungle", která vzbudila velký ohlas; Hněvkovský byl dokonce nazýván „slovanským Gauguinem“. Výstava velmi zapůsobila i na Rabíndranátha Thákura, který Hněvkovského pozval, aby vyučoval malbu na jeho škole v Šantinikétanu. Malíř tedy odjel v roce 1922 do Indie podruhé s úmyslem zůstat tam natrvalo. Byl však rozčarován místními poměry a v roce 1927 se vrátil domů. V Praze se zapojil do uměleckého života, stal se členem Spolku výtvarných umělců Mánes, uspořádal výstavu obrazů v Alšově síni Umělecké besedy (1927) a v témže roce vydal knihu Malířovy listy z Indie. Za druhé světové války a po ní žil téměř zapomenut v Hořovicích a v Praze. Od roku 1949 trpěl těžkou nemocí a nemohl již tvořit. Jeho obrazy zachycují především krásu a exotičnost Indie a Cejlonu (krajiny) a místních obyvatel (hlavně portréty).

## Obrazy
- Ráj divochů
- Návrat z lovu
- Hnízdo rybářů
- Dívka kmene Veddů
- V údolí lásky
- Žlutá Venuše

## Samostatné výstavy
- 1921 Obrazy z džungle, Galerie na Leicesterském náměstí, Londýn
- 1927 Alšova síň Umělecké besedy, Praha
- 1970 Indie v díle Jaroslava Hněvkovského, Náprstkovo muzeum, Praha

## Účast na kolektivních výstavách
- 1973 Česká malba XX. století, Národní galerie, Praha
- 2005 Česká krajinomalba, Oblastní galerie v Liberci
- 2007 Tschechische Malerei aus der Sammlung Kooperativa, Vídeň
- 2012 SVU Mánes 1900-47, Galerie Diamant, Praha
- 2013 Století relativity, Muzeum umění Olomouc
- 2016 - 2017 Obrazy z džungle, Egon Schiele Art Centrum, Český Krumlov
- Stálá výstava obrazů J. Hněvkovského je v muzeu v jeho rodišti Žebráku

## Knihy
- 1927 Malířovy listy z Indie, Sfinx Praha